# Rubén C. Navarro
Rubén C. Navarro (Tangancícuaro, Michoacán, México; 16 de julio de 1894-Caborca, Sonora; 8 de agosto de 1958). Fue un escritor, poeta, y político mexicano.Dato curioso .Ruben C Navarro muere 2 años después que su primer Hijo Rubén C.Navarro Ureña  mismo día diferente año
Rubén C. Navarro Murguia (el poeta) muere el 8 de agosto de 1958.
Su hijo Rubén C. Navarro Ureña muere 8 de agosto￼de 1956.  Otro dato curioso Su esposa Susana Maria Ureña Torres muere también el mismo año que el diferente mes . Ella muere 14 de junio de 1958 y el muere 8 de agosto de 1958.

## Biografía
Nació en el año de 1894 en el pueblo de Tangancícuaro, Michoacán. Estudió en el Seminario de Zamora Michoacán, en donde también estudió Amado Nervo; abandona el Seminario y se incorpora a la Revolución Mexicana en 1910. Se casa con María Susana Ureña Torres, con quien tiene cinco hijos, Rubén Claudio, Benjamín, Jorge Luis, Laura y Octavio todos Navarro Ureña. Es nombrado Diputado en el Congreso de la Unión en dónde lanzó la iniciativa para crear el premio Nacional de Literatura: fue director del Internado de Niños; Ocupó el cargo de Cónsul General en San Diego California y en la República del Brasil, entablando en ese entonces vínculos muy estrechos de amistad con la Poetisa Chilena Gabriela Mistral.
Falleció en 1958 en la H Caborca Son, y se encuentra sepultado en el que fue su propiedad CAmpo El Cortijo de la Morena

## Publicaciones
Es autor de los libros de poemas Sulamita y otros poemas, 1918; La zíngara y otros poemas, 1918; Lágrimas de sangre, 1920; Jardines interiores, 1921; Torre de marfil, 1922; Cancionero del villorrio. Breviario del amor y del dolor, 1931; Este era un rey; Copas vacías; Lunas de otoño; De mi bosque durmiente; La torre del silencio; El libro de Ella, 1933; La divina locura, 1934; Tú… y otros poemas, 1935; Las voces cardinales; Ritmos de otoño, 1945; Sus mejores poesías. Antología, 1947. Algunos de sus poemas fueron incluidos en la compilación Literatura Michoacana de Jesús Romero Flores, 1923.

### Cine
En el año de 1950 se filmó en el pueblo de Tangancícuaro una película, inspirada en el que, seguramente es su poema más celebre: "[El cristo de mi Cabecera]" dirigida por Ernesto Cortazar. 

El cristo de mi Cabecera

Cuando estaba solo… solo en mi cabaña,

que construí a la vera de la audaz montaña,

cuya cumbre, ha siglos engendró el anhelo

de romper las nubes… y tocar el cielo;

cuando sollozaba con el desconsuelo

de que mi Pastora - más que nunca huraña-

de mi Amor al grito nada respondía;

cuando muy enfermo de melancolía,

una voz interna siempre me decía

que me moriría

si su almita blanca para mí no fuera,

¡le rezaba al Cristo de mi cabecera,

porque me quisiera…!

¡porque me quisiera…!

………………………………

Cuando nos unimos con eternos lazos

y la pobrecita me tendió sus brazos

y me dio sus besos y alentó mi Fe;

cuando en la capilla de la Virgen Pura

nos bendijo el Cura

y el encanto vino y el dolor se fue…;

cuando me decía,

loca de alegría,

que su vida toda para mí sería…

¡le rezaba al Cristo de mi cabecera,

porque prolongara nuestra Primavera…!

…¡Porque prolongara nuestra Primavera…!

Cuando sin amparo me dejó en la vida

y en el pobre lecho la miré tendida;

cuando até sus manos, que mostraban una

santa y apacible palidez de luna

y corté su hermosa cabellera bruna,

que en el fondo guardo de mi viejo arcón;

cuando, con el alma rota en mil pedazos,

delicadamente la tomé en mis brazos

para colocarla dentro del cajón;

cuando muy enfermo de melancolía,

una voz interna siempre me decía

que ya ¡nada! me consolaría,

¡le rezaba al Cristo de mi cabecera,

porque de mis duelos compasión tuviera…!

…¡porque de mis duelos compasión tuviera…!

……………………………………….

Hoy que vivo solo… solo, en mi cabaña,

que construí a la vera de la audaz montaña.

cuya cumbre ha siglos engendró el anhelo

de romper las nubes y besar el cielo;

hoy que por la fuerza del Dolor, vencido,

busco en mi silencio mi rincón de Olvido;

mustias ya las flores de mi Primavera;

triste la Esperanza y el Encanto ido;

rota la Quimera,

muerta la Ilusión…

…¡Ya no rezo al Cristo de mi cabecera…!

¡Ya no rezo al Cristo … que jamás oyera

los desgarramientos de mi corazón…!